# Белуховка (Карловский район)
Белу́ховка (укр. Білухівка) — село,
Белуховский сельский совет,
Карловский район,
Полтавская область,
Украина.
Код КОАТУУ — 5321680401. Население по переписи 2001 года составляло 993 человека.
Является административным центром Белуховского сельского совета, в который, кроме того, входит село
Знаменка.

## Географическое положение
Село Белуховка находится на левом берегу реки Орчик,
выше по течению на расстоянии в 1,5 км расположено село Ольховатка (Чутовский район),
ниже по течению на расстоянии в 1,5 км расположено село Варваровка,
на противоположном берегу — село Левенцовка (Чутовский район).

## История
- 1859 — основано как село Орчик.
- В ночь на 30 марта 1902 крестьяне захватили в панской экономии более 700 пудов картофеля и распределили между собой. Зачинщиком был Роман Бойченко. Выступление было жестоко подавлено солдатами Орловского пехотного полка.
- 1910 — переименовано в село Белуховка в честь пана Белухи Кохановського.

## Экономика
- «Белуховка», ЗАО.
- СФГ «АСМІК».

## Объекты социальной сферы
- Белуховская гимназия
- Детский сад.
- Дом культуры.
- Амбулатория общей практики семейной медицины.
- Спортивный комплекс.
- Стадион.
- Дмитриевская церковь.
- Библиотека.

## Известные люди
- Кучеренко Николай Пантелеймонович (1907—1945) — Герой Советского Союза, родился в селе Белуховка.
- Ляскало Николай Петрович (1946) — генерал-полковник, кандидат технических наук, начальник связи Вооруженных Сил РФ (2003—2005), родился в селе Белуховка.